# Alan K. Simpson
Alan Kooi Simpson, född 2 september 1931 i Denver, Colorado, död 14 mars 2025 i Cody, Wyoming, var en amerikansk republikansk politiker. Han var ledamot av USA:s senat (representerande Wyoming) 1979–1997.

## Biografi
Fadern Milward L. Simpson var också senator och dessutom Wyomings guvernör. Den unge Simpson avlade 1954 grundexamen vid University of Wyoming. Han tjänstgjorde 1955–1956 i USA:s armé i Tyskland. Han avlade 1958 juristexamen och inledde sin karriär som advokat i Wyoming.
Han var republikansk whip i senaten 1985–1995 (majority whip 1985–1987).
Simpson deltog i arbetet med Iraq Study Group, kommissionen ledd av James Baker och Lee Hamilton, som i december 2006 publicerade sina rekommendationer för en ny strategi i Irakkriget.
Simpson medverkade som sig själv i spelfilmen Dave från 1992.